# San Vicente (Arganza)
San Vicente es una localidad española perteneciente al municipio de Arganza, en la comarca de El Bierzo, provincia de León, comunidad autónoma de Castilla y León.
Atravesado por el río Cúa, posee una pequeña zona rodeada de piedras y arboleda, frecuentada por aquellos que más necesitan un poco de paz y descanso.
Pequeñas casas de piedra y madera forman este pueblo, con tejados de pizarra.
Un lugar encantador, donde en la noche las vistas no tienen precio, y durante el día la naturaleza hace su magia para abrazarte.

## Historia
Ha estado siempre asociado al vecino pueblo de La Retuerta, ahora despoblado. Durante el Antiguo Régimen ambos pertenecían al señorío de la abadía de San Andrés de Espinareda.
Pascual Madoz describía así la localidad a mediados del siglo XIX:

Lugar en la provincia de León, partido judicial de Villafranca del Bierzo, diócesis de Astorga, Audiencia Territorial y capitanía general de Valladolid, ayuntamiento de Arganza: situado en la margen izquierda del río Cúa; su clima es algo templado ... Tiene 30 casas, escuela de primeras letras...; iglesia anejo de Espanillo y buenas aguas potables... Confina ...  El terreno es de ínfima y mediana calidad ... Población: 24 vecinos, 92 almas. Contribución: con el ayuntamiento.

## Situación
Se accede a través de la carretera CV-158.
Se encuentra al norte del municipio de Arganza, a 7 km de Quilós, 2 km de Espanillo y 7 km de Vega de Espinareda.
Las localidades más cercanas son Valle de Finolledo, Espanillo y San Pedro de Olleros.

## Evolución demográfica
| 2000 | 2001 | 2002 | 2003 | 2004 | 2005 | 2006 | 2007 | 2008 | 2009 | 2010 | 2011 |
| 21   | 25   | 16   | 22   | 20   | 19   | 17   | 16   | 15   | 21   | 27   | 25   |